# Larry W. Esposito
Larry W. Esposito (15 aprile 1951) è un astronomo statunitense.
È professore presso il Laboratory for Atmospheric and Space Physics dell'Università del Colorado a Boulder, dove lavora dal 1977. 
È noto per i suoi studi sui sistemi di anelli planetari e sulle atmosfere planetarie. Ha partecipato a numerose missioni spaziali internazionali, tra cui Voyager, Cassini-Huygens e Pioneer 11. In particolare, è stato il principale investigatore dello spettrografo UVIS (Ultraviolet Imaging Spectrograph) a bordo della missione Cassini verso Saturno. È anche accreditato per la scoperta dell'anello F di Saturno.
Tra i suoi riconoscimenti figurano il NASA Medal for Exceptional Scientific Achievement, il Richtmyer Lecture Award e il prestigioso premio Harold C. Urey della American Astronomical Society.
Ha scritto numerose pubblicazioni scientifiche e un libro per la Cambridge University Press intitolato Planetary Rings. Dopo quasi cinquant'anni di carriera, ha recentemente annunciato il suo ritiro dall’insegnamento.